# Sveriges Radio
Sveriges Radio (en español, «Radio de Suecia»), también conocida por sus siglas SR, es la organización de radio pública de Suecia. Es una de las empresas que conforman la radiodifusión pública sueca junto con Sveriges Television (televisión) y Utbildningsradion (servicio educacional).
SR fue fundada en 1925 bajo un modelo de servicio público inspirado en el de la BBC. Actualmente gestiona tres cadenas de radio nacional —P1, P2 y P3—, una red de veinticinco emisoras regionales —P4—, canales exclusivos de radio digital y un sitio web.
Las radiodifusoras públicas suecas pertenecen a una fundación independiente, la Förvaltningsstiftelsen, cuyo consejo de administración está formado por representantes del parlamento sueco. Esta fundación se encarga, entre otras labores, de nombrar a los miembros del consejo de SR y velar por el cumplimiento del servicio público. El servicio se financia desde 2019 con un impuesto progresivo.
SR es miembro de la Unión Europea de Radiodifusión desde su fundación en 1950.

## Historia

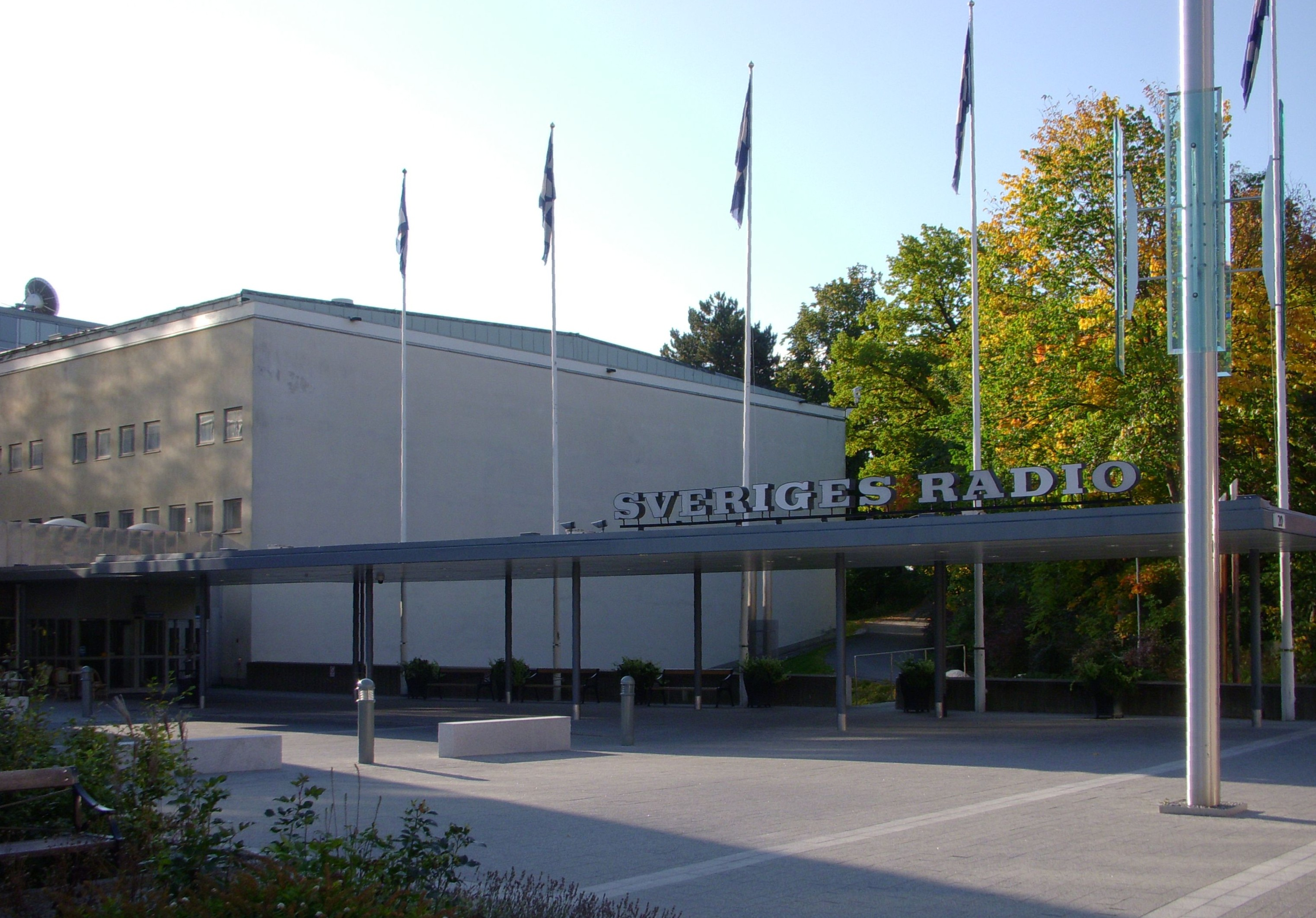
Sede de Sveriges Radio en Estocolmo.

La radio pública sueca fue fundada el 1 de marzo de 1925 como «AB Radiotjänst». Desde su nacimiento se inspiró en el modelo de la BBC británica, tanto en lo referente a la financiación directa como en la creación de programas. Dos años después se estableció la Orquesta Sinfónica de la Radio Sueca. El espacio más veterano de la radio pública es el informativo Dagens Eko, creado en 1937.
En 1955, treinta años después de la inauguración, SR puso en marcha la segunda emisora nacional. La radio también fue responsable de las primeras emisiones de la televisión pública en 1956. SR mantuvo el monopolio de la radio en Suecia hasta la irrupción de emisoras piratas en los años 1960, lo cual le llevó a ampliar su oferta con una tercera emisora musical en 1962.
SR reestructuró su oferta de programación a partir de 1966 con tres emisoras nacionales: P1 (generalista), P2 (cultura) y P3 (música y entretenimiento). El tercer canal asumió a su vez desconexiones regionales durante los fines de semana, regularizadas en 1977.
En 1979 el gobierno sueco reorganizó la radiodifusión pública en cuatro empresas subsidiarias: Sveriges Riksradio (radio nacional), Sveriges Television (televisión), Sveriges Utbildningsradio (educacional) y Sveriges Lokalradio (radio local). La separación entre radio nacional y local se mantuvo hasta 1993, cuando ambas empresas se fusionaron en la Sveriges Radio actual.
Desde 1987 existe una cuarta cadena (P4) formada por todas las radios locales. Las emisiones en DAB e internet comenzaron en 1995.

## Organización

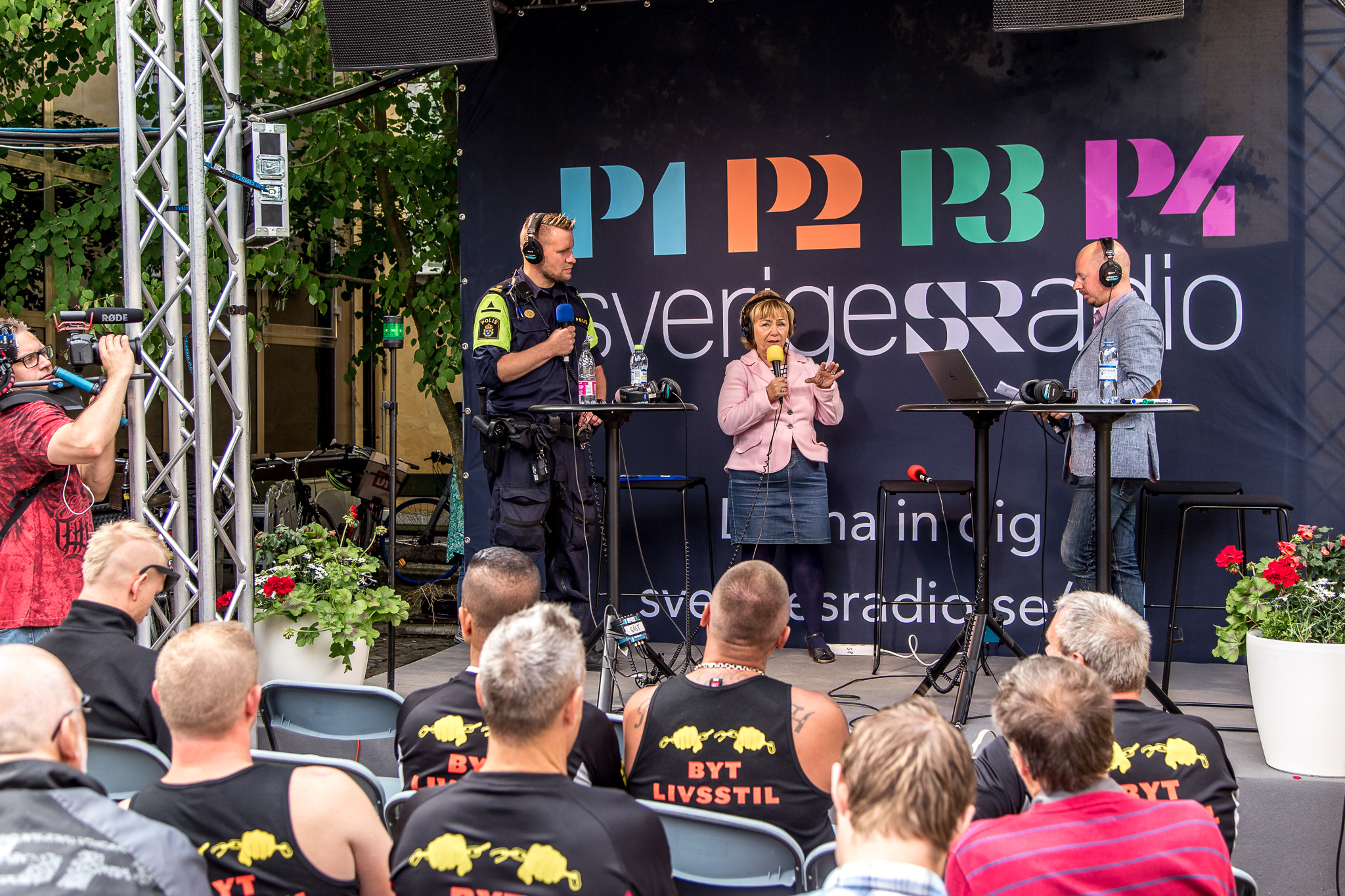
Grabación de un programa de Sveriges Radio en el Almedalsveckan (2014).

En Suecia, la radiodifusión pública está compuesta por tres empresas autónomas: Sveriges Radio (radio), Sveriges Television (televisión) y Utbildningsradion (servicio educacional). Las tres son de propiedad estatal a través de una fundación independiente, la Förvaltningsstiftelsen för SR, SVT och UR («Fundación para la Gestión de SR, SVT y UR»), cuyo consejo de administración está formado por representantes del parlamento sueco, y que se encarga de velar por el cumplimiento del servicio público, la independencia editorial y la colaboración entre radiodifusoras.
Los estatutos de SR establecen que la televisión debe cumplir una labor de servicio público y trabajar con independencia de todo poder. El consejo de SR está formado por nueve miembros elegidos por los representantes parlamentarios a través de la fundación.
Desde 2019, el servicio se mantiene con un impuesto progresivo en función de la renta que está limitado a 1300 coronas suecas (unos 120 euros) para el tramo más alto.

## Servicios

### Radio
| Logo  | Programación |
| ----- | --- |
| SR P1 | SR P1: Emisora principal de la radio pública sueca, fundada en 1925. Su programación está centrada en noticias, magacines y espacios hablados, de forma similar a BBC Radio 4. Su espacio más popular es Sommar, retransmitido todos los veranos, en el que cada edición es presentada por una personalidad sueca distinta. |
| SR P2 | SR P2: Emisora especializada en música clásica, música contemporánea y jazz. También incluye programas educativos (producidos por Utbildningsradion) y espacios para minorías lingüísticas. Se puso en marcha en 1955. |
| SR P3 | SR P3: Emisora dirigida a un público entre los 14 y los 35 años. Está considerada la principal radio musical del grupo. Sus emisiones comenzaron en 1964. Combina éxitos actuales con clásicos del adulto contemporáneo. Emite canciones tanto en inglés como en sueco.                                                     |
| SR P4 | SR P4: Inaugurada en 1987, es una red compuesta por veinticinco emisoras locales y regionales, con una programación informativa de proximidad, acontecimientos espaciales y música contemporánea. Es la emisora con más audiencia del grupo en su conjunto. La P4 de Estocolmo es la filial radial más oida de Suecia       |

El servicio internacional está compuesto por boletines informativos en once idiomas, dirigidos a las principales comunidades extranjeras del país.

### Orquesta
La Orquesta Sinfónica de la Radio Sueca fue fundada en 1927 y tiene su sede en el Berwaldhallen de Estocolmo. Su estructura actual data de 1965, cuando la orquesta radiofónica y la de entretenimiento se fusionaron en una sola banda, liderada en primera instancia por el prestigioso director rumano Sergiu Celibidache. Actualmente la orquesta está dirigida por Daniel Harding. 